# Никифор Каллист Ксанфопул

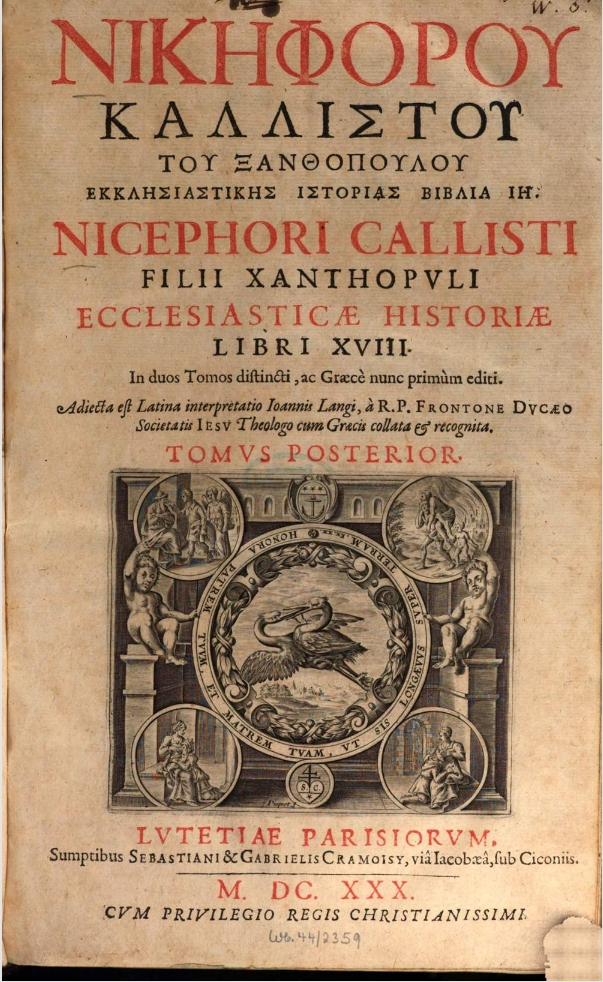
Никифор Каллист Ксанфопул. «Церковная история». Издание 1630 года

Ники́фор Ка́ллист Ксанфо́пул (греч. Νικηφόρος Κάλλιστος Ξανθόπουλος, умер около 1350) — церковный историк и поэт. 

## Проблема биографии
О жизни Никифора практически ничего не известно. Его нередко называют монахом, но твёрдых оснований для этого нет. Вероятно, он был клириком при храме св. Софии в Константинополе. Его сочинения выдают в нём образованного человека. Согласно Учебному пособию по Литургике Г.И. Шиманского, Никифор Каллист являлся церковным писателем XIV в., патриархом Константинопольским, он же составитель Синаксарей Постной Триоди.

## Сочинения
Главное сочинение Никифора, «Церковная история» в восемнадцати книгах, доведена до кончины византийского императора Фоки (611 год). В предисловии автор обещал продолжать рассказ о дальнейшем времени, который, может быть, и существовал, но до настоящего времени не найден. Лучшую часть сочинения составляет изображение эпохи императора Юстина и Юстиниана; но вообще сочинение характеризуется отсутствием исторической критики. Единственная рукопись этого сочинения найдена в Афинской библиотеке, откуда она перенесена в Константинополь, а затем в Венскую библиотеку. Издано в латинском переводе Ланжем (Lange) в 1553 году.
Никифор составил каталоги константинопольских патриархов и византийских императоров, доведённые до XIV века. 
Его перу принадлежат также комментарии к святоотеческим творениям, жизнеописания святых, службы «Живоносному Источнику», ряд синаксарей Постной и Цветной Триодей. Также им были написаны толкования на некоторые богослужебные песнопения.

## Исследования, упоминающие Никифора Каллиста
Бибиков М. В. Byzantinorossica: Свод византийских свидетельств о Руси. – М.: Языки славянской культуры, 2004. (Studia Philologica). С. 398 – 399. 
Бибиков М.В. Историческая литература Византии. – СПб.: Алетейя, 1998. С.242.
Бибиков М.В., Красавина С.К. Некоторые особенности исторической мысли поздней Византии // Культура Византии: XIII – первая половина XV в. – М.: Наука, 1991. С.288–289.
Болотов В.В. Лекции по истории древней церкви. – М.: Спасо–Преображенский Ставропигиальный монастырь, 1994.  – Т. I.  
Васильев А.А. История Византийской империи. Время до Крестовых походов (до 1081). – СПб.: Алетейя, 1998. 
Винкельман Ф. “Церковная история” Никифора Каллиста Ксанфопула как исторический источник // Византийский временник. –  М.,  1971. – Т. 31.
Герцман Е.В. Музыковедческие экскурсы Никифора Каллиста Ксантопула // Византийский временник. –  М.,  1994. – Т. 55 (80). – Ч. 1.
Голубцов А.П. Из чтений по церковной археологии и литургике: Литургика. – М.: Паломник, 1996. С. 236.
Киприан (Керн). Литургика: Гимнография и эортология. – М.: Крутицкое патриаршее Подворье, 2000. С.84.
Лебедев А.П. Исторические очерки состояния Византийско–восточной церкви от конца XI до середины XV века: От начала Крестовых походов до падения Константинополя в 1453 году. – СПб.: Алетейя, 1998.  
Никифор Ксанфопул //  Христианство: Энциклопедический словарь / Гл. ред. С.С.Аверинцев. – М: Большая Российская энциклопедия, 1993–1995. 
Поснов М.Э. История христианской Церкви: (До разделения Церквей 1054 г.). – Брюссель: Жизнь с Богом, 1964.  
Скабаланович М.Н. Толковый типикон. – М.: Паломник, 1995. – Вып. 1. (Репринт). С. 460.
Филарет (Гумилевский), архиепископ. Исторический обзор песнопевцев и песнопений греческой церкви: (Репринтное издание). – Свято–Троицкая Сергиева Лавра, 1995. С.363–365.